# Eumerus perplexus
Eumerus perplexus är en tvåvingeart som beskrevs av Enrico Adelelmo Brunetti 1917. Eumerus perplexus ingår i släktet månblomflugor, och familjen blomflugor. Inga underarter finns listade i Catalogue of Life.